# Culo e camicia (film)
Culo e camicia è un film a episodi del 1981, diretto da Pasquale Festa Campanile.

## Trama

### Episodi

#### Il televeggente
Roma. Nella tv privata dove lavora come assistente montatore, Rick Antuono ha altre ambizioni: sogna di diventare cronista sportivo e di ottenere l'attenzione di Ornella, una collega di cui è segretamente innamorato. Purtroppo è balbuziente e i suoi sogni sembrano destinati a rimanere tali, fino a quando Rick non ottiene il posto ed una parlata fluida grazie a un magico paio di scarpe regalategli dall'amico Orfeo, detto Geppetto, che si rivela poi essere già morto. Rick apprende poi da Orfeo che in quelle scarpe vi erano sette desideri, che però ha ormai esaurito, in gran parte per cose futili ai danni di Carletto, suo rivale al lavoro e in amore. Riesce però ad ottenere un ultimo desiderio, che sfrutta per liberare Carletto dai suoi mali. Grazie al suo buon cuore, Rick riesce così finalmente a conquistare Ornella.
In questo episodio, Enrico Montesano, ubriaco, prende un giornale da dentro un cassetto e dopo aver visto la data del quotidiano esclama: «Ah ecco! 'Sto giornale esce dopodomani!». Questa frase è una citazione del film Avvenne domani.
- Fotografia Giuseppe Ruzzolini, Costumi Mario Carlini, scenografia Enrico Fiorentini.

#### Un uomo, un uomo e... Evviva una donna!
Milano. Renato e Alberto Maria formano da dieci anni una coppia omosessuale perfetta: il primo fa la "casalinga", il secondo è negoziante di articoli di lusso. Un giorno però Renato, dopo un incidente d'auto, conosce la giovane fotografa Ella e i due piano piano si innamorano. Per lui l'incontro è come un fulmine a ciel sereno che lo costringe a cambiare la sua vita: finirà con lo sposarsi con la donna ed avere da lei un figlio, pur rimanendo in ottimi rapporti con l'ex fidanzato.
- Fotografia Giancarlo Ferrando, costumi Ezio Altieri, scenografia Enrico Tovaglieri.

## Accoglienza

### Incassi
Il film risultò 4º campione d'incassi nella stagione cinematografica italiana 1981-82.